# Ariturel Hack
Ariturel Hack (* 1989) ist ein deutscher Politiker (CDU). Seit 2021 ist er Mitglied im Abgeordnetenhaus von Berlin.

## Leben
Ariturel Hack wuchs im Berliner Ortsteil Westend auf und absolvierte nach dem Abitur zunächst eine Ausbildung zum Versicherungskaufmann. Er schloss ein Studium der Betriebswirtschaftslehre und Rechtswissenschaft an. Danach war er als Büroleiter tätig.

## Partei und Politik
Hack trat um 2008 in die CDU ein. Er gehörte der Bezirksverordnetenversammlung im Bezirk Charlottenburg-Wilmersdorf an. Bei der Abgeordnetenhauswahl 2021 erhielt er ein Direktmandat im Wahlkreis Charlottenburg-Wilmersdorf  2. Bei der Wiederholungswahl 2023 konnte er seinen Sitz im Abgeordnetenhaus verteidigen.
Er ist Mitglied der überparteilichen Europa-Union Berlin (EUB), die sich für ein föderales Europa und den europäischen Einigungsprozess einsetzt.